# .gh
A .gh Ghána internetes legfelső szintű tartomány kódja, melyet 1995-ben hoztak létre.

## Második szintű tartománykódok
- com.gh – kereskedelmi szervezeteknek.
- edu.gh – oktatási intézményeknek.
- gov.gh – kormányzati intézményeknek.
- org.gh – nonprofit szervezeteknek.
- mil.gh – katonaságnak.